# 青森県道125号小友板柳停車場線
青森県道125号小友板柳停車場線（あおもりけんどう125ごう おともいたやなぎていしゃじょうせん）は、青森県弘前市から北津軽郡板柳町に至る一般県道である。

## 概要
弘前市小友で青森県道31号弘前鯵ケ沢線から分岐し、同市新和で津軽りんご大橋を経由して板柳町掛落林で国道339号現道に接続し、国道339号重複区間を経て、JR五能線板柳駅に至る。

### 路線データ
以下は青森県例規集に収録されているデータである。
- 起点 : 弘前市大字小友
- 終点 : 北津軽郡板柳町

## 歴史
- 1961年（昭和36年）2月10日 - 県道に認定される[1]。
- 2003年（平成15年）11月7日 - 弘前市小友から板柳町掛落林の「津軽りんご大橋」を含むバイパス区間が開通[2]。

## 路線状況

### 重複区間
- 国道339号 : 北津軽郡板柳町掛落林 - 北津軽郡板柳町板柳土井
  - 青森県道35号五所川原岩木線 : 北津軽郡板柳町板柳土井地内（国道339号重複区間）
- 青森県道276号大俵板柳停車場線：北津軽郡板柳町福野田 - 終点

### 道路施設

#### 橋梁

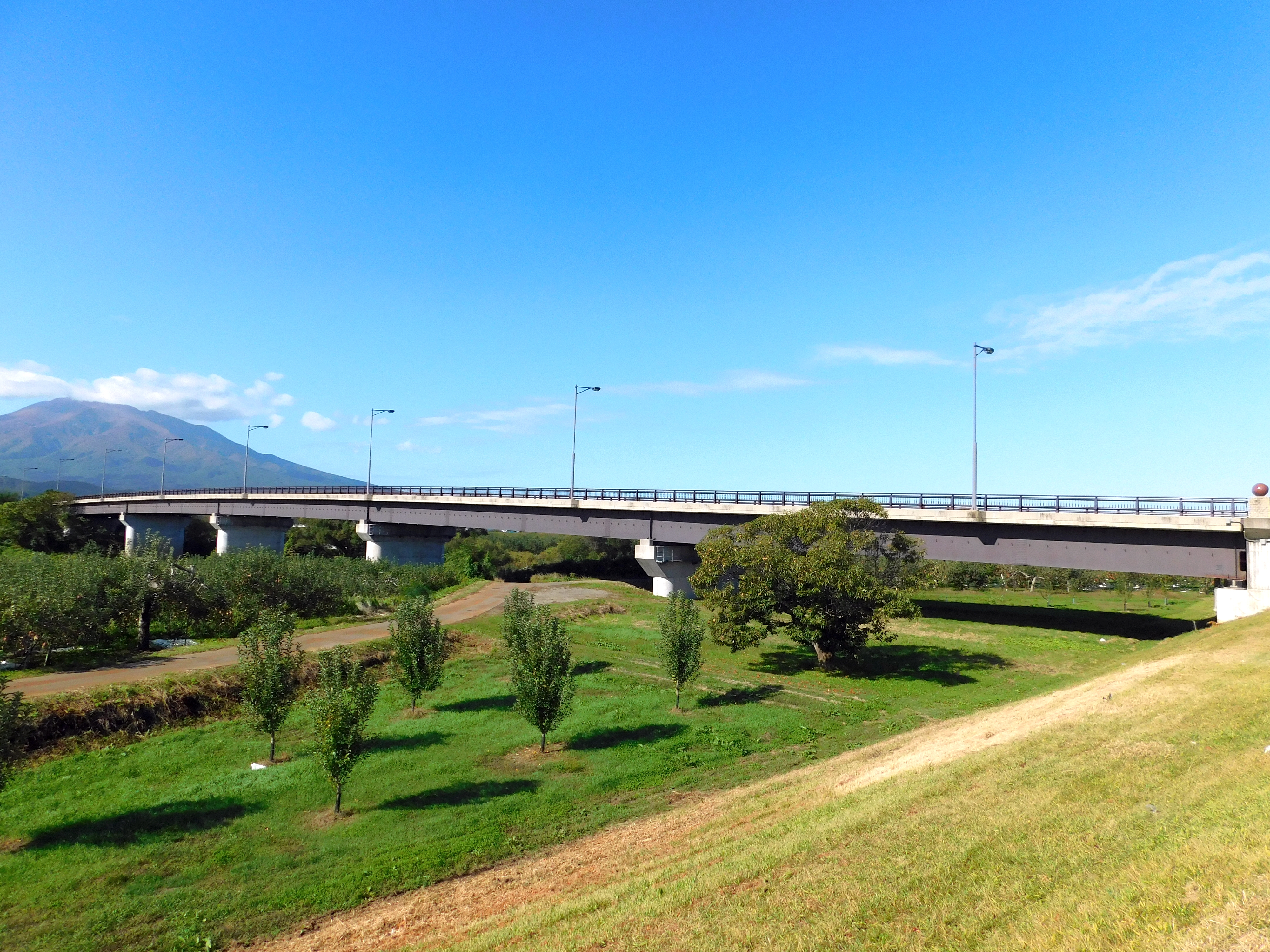
津軽りんご大橋を右岸上流側から

- 津軽りんご大橋（岩木川）

2003年11月7日開通。全長305.3メートル。（北緯40度42分35秒 東経140度26分4.65秒 / 北緯40.70972度 東経140.4346250度）

## 地理

### 通過する自治体
- 弘前市
- 北津軽郡板柳町

### 交差する道路
- 青森県道31号弘前鯵ケ沢線（弘前市大字小友字神原、起点）
- 青森県道37号弘前柏線（弘前市大字種市字高木）
- 国道339号・青森県道35号五所川原岩木線バイパス（北津軽郡板柳町掛落林）
- 青森県道35号五所川原岩木線（北津軽郡板柳町板柳土井）
- 国道339号・青森県道35号五所川原岩木線（北津軽郡板柳町板柳土井）
- 青森県道276号大俵板柳停車場線（北津軽郡板柳町福野田）

### 沿線の施設など
- 弘前市立新和中学校
- 岩木川
- 板柳町役場
- 板柳郵便局
- JR五能線板柳駅